# Hell in a Cell (2013)
Cet article concerne l'édition 2013 du pay-per-view Hell in a Cell. Pour toutes les autres éditions, voir WWE Hell in a Cell.
L’édition 2013 de Hell in a Cell est une manifestation de catch (lutte professionnelle) télédiffusée et visible uniquement en paiement à la séance ainsi que gratuitement sur la chaîne de télévision française AB1. L'événement, produit par la World Wrestling Entertainment (WWE), aura lieu le 27 octobre 2013 dans la salle omnisports du American Airlines Arena à Miami, dans l'État de Floride. Il s'agit de la cinquième édition de Hell in a Cell, pay-per-view annuel qui, comme son nom l'indique, propose un ou plusieurs Hell in a Cell match. R-Truth est la vedette de l'affiche officielle,,.

## Contexte
Les spectacles de la WWE en paiement à la séance sont constitués de matchs aux résultats prédéterminés par les scénaristes de la WWE. Ces rencontres sont justifiées par des storylines — une rivalité avec un catcheur, la plupart du temps — ou par des qualifications survenues dans les émissions de la WWE telles que Raw, SmackDown, Superstars et Main Event. Tous les catcheurs possèdent une gimmick, c'est-à-dire qu'ils incarnent un personnage gentil ou méchant, qui évolue au fil des rencontres. Un pay-per-view comme Hell in a Cell est donc un événement tournant pour les différentes storylines en cours.

### Randy Orton contre Daniel Bryan
Après avoir battu John Cena pour remporter le WWE Championship à SummerSlam, Daniel Byran a été trahi par l'arbitre spécial de ce match Triple H celui à exécuter un pedigree sûr Bryan, ce qui a permis à Randy Orton d'encaisser son Money in the Bank contrat et de gagner le WWE Championship. Lors de leur revanche à Night of Champions, Daniel Bryan a battu Randy Orton pour remporter le WWE Championship mais l'arbitre de ce match, Scott Armstrong a fait un tombé trop rapide qui a permis à Bryan de remporter le match. Lors de Raw du 16 septembre, après la fin controversée du match à Night of Champions, Triple H retire le WWE Championship à Daniel Bryan après que l'arbitre de leur match, Scott Armstrong ait avoué avoir fait un tombé trop rapide,. Lors de Battleground, le match entre Daniel Bryan et Randy Orton pour le WWE Championship se termine en no contest après que le Big Show ait attaqué les deux catcheurs et les arbitres, y compris Scott Armstrong qui faisait son retour. Lors du Raw du 7 octobre, le Général Manager de Raw Brad Maddox annonce que Bryan et Orton s'affronteront à nouveau à Hell in a Cell dans un Hell in a Cell match. Plus tard dans la soirée l'univers de la WWE choisit Shawn Michaels comme arbitre spécial de ce match,.

### Alberto Del Rio contre John Cena
Après avoir battu Rob Van Dam dans un Hardcore rules match lors de Battleground, Alberto Del Rio a conservé son World Heavyweight Championship. Lors du Raw du 7 octobre, Alberto Del Rio a tenté de convaincre la Général Manager de SmackDown Vickie Guerrero qu'il était le nouveau visage de la WWE mais Vickie lui annonce qui n'est pas le seul champion du monde à la WWE et qu'il n'a pas actuellement de challenger. Plus tard dans la soirée, lors de son match contre Ricardo Rodriguez, Vickie annonce que Del Rio défendra son World Heavyweight Championship contre John Cena. à Hell in a Cell,.

### CM Punk contre Ryback et Paul Heyman
Lors de Money in the Bank, Paul Heyman trahit CM Punk en lui coûtant le Money in the Bank contrat pour un futur match pour le WWE Championship. Cela a entraîné une rivalité entre Punk et Heyman qui amena le client de Heyman, Brock Lesnar dans un No Disqualification match contre punk à SummerSlam, que Lesnar a remporté avec l'aide de Heyman. Lors de Night of Champions dans un Elimination Handicap match Punk élimine en premier Curtis Axel (un autre client de Heyman), avant de s'attaqué à Heyman, Punk allait remporter le match mais Ryback est intervenu en faveur de Heyman en l'envoyant à travers une table et faire perdre le match à Punk. Lors de Battleground, Ryback faisait face à Punk, match gagné par ce dernier d'une manière controversée. En effet, Paul Heyman voulait attaquer Punk avec un Kendo Stick mais l'arbitre s'en aperçoit. Pendant que ce dernier avait le dos tourné, CM Punk porta un coup sous la ceinture à Ryback pour l'emporter. Lors du 9 octobre, il a été annoncé sur WWE.com que Punk affrontera Ryback dans un match de revanche à Hell in a Cell. Lors de Raw du 14 octobre, CM Punk et Ryback gagnent un match chacun dans un Beat The Clock match mais CM Punk gagne le plus rapidement et choisi la stipulation qui sera un Hell in a Cell Handicap match contre Ryback et Paul Heyman,. À la fin du match CM Punk arrive à s'en prendre à Paul Heyman et le détruit littéralement avec un Kendo Stick .

### AJ Lee contre Brie Bella
Lors de Night of Champions, AJ Lee a battu Brie Bella, Natalya et Naomi dans un Fatal Four Way match pour conserver le Divas Championship. Lors de Battleground, Brie Bella a reçu un match de revanche contre AJ Lee, mais elle a perdu le match quand Tamina Snuka a attaqué la sœur de Brie, Nikki Bella, causant une distraction qui a permis à AJ de remporter le match. Lors de SmackDown, du 18 octobre, Brie a battu AJ dans un match sans en-jeu. Lors de Raw du 21 octobre, Brie Bella obtient un nouveau match contre AJ Lee à Hell in Cell,.

### Cody Rhodes & Goldust contre The Shield contre The Usos
Lors de Raw du 14 octobre, (Cody Rhodes et Goldust) battent The Shield (Seth Rollins et Roman Reigns) pour remporter le Tag Team Championshipgrâce à l’intervention de Big Show qui avait mis KO tous les membres du Shield alors que le match était sans disqualification. Lors du Raw du 21 octobre, The Shield bat The Usos (Jimmy Usos et Jey Usos) dans un match pour déterminer qui affrontera The Rhodes Family pour le Tag Team Championship, la match se termina en no-contest à la suite d'une intervention de The Rhodes Family. Plus tard Triple H annonce que les deux équipes affronteront The Rhodes Family dans un Tag Team Triple Threat match pour le Tag Team Championship à Hell in a Cell.

## Tableau des résultats
| Pre-Show                                                         | Damien Sandow bat Kofi Kingston                                                                                 | Match simple                                                                                    | 7:01  |  |
| 1                                                                | Cody Rhodes & Goldust) (c) battent The Shield (Seth Rollins et Roman Reigns) et The Usos (Jimmy Uso et Jey Uso) | Tag Team Triple Threat match pour le WWE Tag Team Championship.                                 | 14:38 |  |
| 2                                                                | Fandango et Summer Rae battent The Great Khali et Natalya                                                       | Mixte Tag Team Match.                                                                           | 4:50  |  |
| 3                                                                | Big E Langston bat Dean Ambrose (c) par décompte à l'extérieur.                                                 | Match simple pour le WWE United States Championship.                                            | 8:43  |  |
| 4                                                                | CM Punk bat Ryback avec Paul Heyman .                                                                           | Hell in a Cell Handicap match.                                                                  | 13:49 |  |
| 5                                                                | John Cena bat Alberto Del Rio (c).                                                                              | Match simple pour le World Heavyweight Championship.                                            | 15:17 |  |
| 6                                                                | Los Matadores battent The Real Americans.                                                                       | Tag Team Match.                                                                                 | 5:52  |  |
| 7                                                                | AJ Lee (c) bat Brie Bella par soumission                                                                        | Match Simple pour le Divas Championship.                                                        | 5:40  |  |
| 8                                                                | Randy Orton (c) bat Daniel Bryan                                                                                | Hell in a Cell match pour le WWE Championship vacant avec comme arbitre spécial Shawn Michaels. | 22:04 |  |
| (c) désigne le(s) champion(s) défendant son titre dans le match. | |                                                                                                 |       |  |